# Chantal Roeters
Chantal Roeters, gehuwd Lampe, artiestennamen Chantal en Joanna Lampe (Den Bosch, 19 juli 1981), is een Nederlands zangeres en televisieproducente. Van 2010 tot 2012 was ze betrokken bij onder meer de organisatie van het Schlagerfestival in Kerkrade.

## Biografie

### Zangeres
Haar muziekloopbaan startte ongepland, nadat ze op haar veertiende op een artiest bij Call TV reageerde dat zij het beter kon. Toen die reactie onverwacht op een uitnodiging uitliep om in de uitzending te komen, besloot ze eerst te oefenen door aan een karaokewedstrijd in Helmond mee te doen. De indruk die ze hier maakte, bracht haar in contact met mensen uit de Oostenrijkse schlagerwereld. Ze tekende bij het label Tyrolis en gaf op haar zestiende in Oostenrijk haar eerste optreden. Op haar zeventiende zong ze voor een publiek van 24.000 mensen tijdens het Klostertaler Open Air. Zes singles bereikten in deze tijd de airplaytop in Oostenrijk waarvan een op nummer 1.
In 2000 stapte ze over naar het label Koch Music. Hierna kwam ze met haar single Lass mich nochmal deine Sehnsucht spürn die haar doorbraak in Duitsland betekende. Het nummer verscheen in 2001 ook op haar album Herzgefühl dat ze onder meer met voormalig Wind-zanger Andreas Lebbing produceerde. Van het album is ook de single Du hast mein Herz entführt afkomstig waarvan fragmenten door andere artiesten werden gesampled. In Nederland tekende ze bij Volendam Music en trad twee keer op tijdens TROS Muziekfeest. In eigen land lukte het echter niet om voet aan de grond te krijgen in de mainstream-muziekwereld.

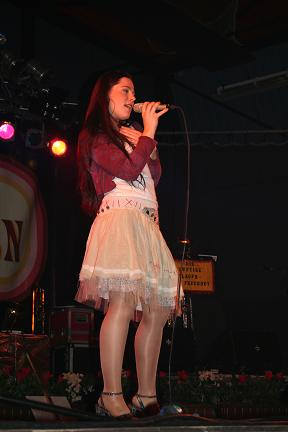
Optreden in Kerkdriel, 2007

Na een onderbreking van enkele jaren vanwege haar moederschap, waarin ze alleen af en toe op radio en televisie optrad, maakte ze in 2005 haar rentree met het album Weil es dich gibt. Verschillende singles van het album werden hits in Oostenrijk. Auf der Straße nach Athen uit 2007 deed het ook goed in Duitsland.
In 2014 kwam ze met een rentree onder de artiestennaam Joanna Lampe en bracht ze de Engelstalige countrysingle Gotta start somewhere uit. De single werd uitgegeven door Red Bullet. Aan haar wending naar de countrymuziek gaf ze daarna geen gevolg.

### Muziekproducties
In 2008 voerde ze samen met zanger Dennie Christian en producer Edwin van Hoevelaak de openingshandeling uit voor het Nederlandse kanaal SchlagerTV dat met Brava dezelfde eigenaar heeft als TV Oranje. Voor het kanaal reisde ze in binnen- en buitenland als representatief director. Daarnaast produceerde ze voor beide kanalen televisieprogramma's en werkte ze vanaf 2012 voor de cultuurzender BravaNL.
Van 2010 tot en met 2012 was ze betrokken bij de organisatie van het Schlagerfestival in Kerkrade. Het festival werd gepresenteerd door Dennie Christian en uitgezonden door Omroep MAX en L1. Hier trad ze zelf ook op als zangeres.
Daarnaast heeft ze een advies- en productiebedrijf. Ze produceerde onder meer de videoclip Frei wie der Wind van de Duitse schlagerband Santiano in 2012. In 2014 maakte ze muziekproducties voor Omroep MAX, met onder meer Duitstalige muziek in de Alpen. De specials werden ook uitgezonden via SchlagerTV en TV Oranje.
Sinds 2016 is ze boekingsagent van de zangeres Loren Nine.

### Persoonlijk leven
Ze is getrouwd met Daniel Lampe die ze leerde kennen als haar persoonlijk beveiliger bij haar optreden tijdens het Klostertaler Open Air in 1998. Het paar woont in Noord-Brabant en is meermaals per jaar in Oostenrijk. Vanaf 2003 onderbrak ze enkele jaren haar optredens toen ze twee zonen kregen; een paar jaar later kregen zij nog een derde zoon. Van 2005 tot 2014 volgde ze in deeltijd een studie aan de Open Universiteit in algemene cultuurwetenschappen. In 2017 behaalde ze haar master aan de BUas op een proefschrift over breedbandtelevisie.

## Discografie

### Duitsland

#### Albums
- 1998: Bei dir
- 2001: Herzgefühl
- 2005: Weil es dich gibt

#### Singles
- 1998: Che Sara (Duits en Nederlandstalig)
- 1998: Wenn ich liebe
- 1999: Cinderella
- 2000: Lass mich nochmal deine Sehnsucht spürn
- 2001: Dominica, met Atlantis
- 2001: Es ist leicht zu verzeihen
- 2001: Ich will den Sommer (zurück in meine Seele)
- 2002: Du hast mein Herz entführt
- 2006: It's not easy (Duitstalig)
- 2006: Weil es dich gibt
- 2007: Auf der Straße nach Athen
- 2007: Ich tanz durch die Nacht
- 2008: Komm und halt mich
- 2008: Wie ein Vogel im Wind
- 2009: In diesem Augenblick
- 2009:  Philippe, Philippo (Nederlandstalig)
- 2009: Der Traum ist geblieben
- 2010: Dieses Mal ist es für immer
- 2011: Das Schiff meiner Träume
- 2014: Gotta start somewhere (Engelstalig), als Joanna Lampe

### Nederlands

#### Albums
- 1998: Morgen
- 2004: Het beste van Chantal

#### Singles (selectie)
- 1997: Vrijheid / Einde van de Eenzaamheid
- 1997: Dit is nog niet onze nacht / Phillipe, Phillipo / Sierra Madre / Zauberwelt der Berge
- 1997: Geloof in mij / Sierra Madre
- 1998: Che Sara / Zeg me nu
- 1998: Typisch jij / Zomerzon / Komm her und trau di
- 1999: Cinderella / Sommer in mir
- 2007: Ik dans door de nacht
- 2007: Athene
- 2008: Als ik dicht bij je ben (promo-cd)
- 2008: Kom terug (downloadsingle)

### Als Joanna Lampe

#### Single
- 2013 Gotta Start Somewhere

- MusicBrainz: f2476b84-54fd-4d6e-aa72-89776713949f